# Simon Bamberger
Simon Bamberger (ur. 27 lutego 1846 w Eberstadt w Niemczech, zm. 6 października 1926 w Salt Lake City) – amerykański polityk, czwarty gubernator stanu Utah (w latach 1917–1921.